# Dharma & Greg
Dharma & Greg ist eine US-amerikanische Sitcom, die von 1997 bis 2002 von 4 to 6 Foot Productions, Chuck Lorre Productions und More-Medavoy Productions in Zusammenarbeit mit 20th Century Fox Television für den Sender ABC produziert wurde. Die deutsche Erstausstrahlung der von Dottie Dartland und Chuck Lorre geschaffenen Serie erfolgte ab 1999 auf ProSieben.

## Inhalt
Die Serie handelt von Dharma und Greg, die sich trotz ihrer unterschiedlichen Elternhäuser und Lebensweisen bereits bei ihrem ersten Treffen so sehr ineinander verlieben, dass sie spontan in Reno heiraten. Dharma ist eine Lebenskünstlerin, die die Lebensphilosophie ihrer Alt-Hippie-Eltern übernommen hat. Greg hingegen stammt aus einer Industriellenfamilie, hat die besten Universitäten besucht und ist erfolgreicher Anwalt. Die beiden können sich meist mit ihren unterschiedlichen Anschauungen gut arrangieren; die gesellschaftliche Kluft zwischen den konservativen Eltern von Greg und Dharmas Hippie-Familie hingegen sorgt regelmäßig für Probleme. Schauplatz der Serie ist San Francisco.

## Die Pilot-Episode
In der ersten Folge trifft Dharma im Alter von sieben Jahren Greg beim Aussteigen aus der U-Bahn. Die beiden schauen sich in die Augen und verlieben sich in diesem Augenblick. Doch da sich Greg in und Dharma außerhalb der Bahn befindet, gibt es keine Möglichkeit sich wiederzusehen.
Zwanzig Jahre später begegnen sich beide unter den gleichen Umständen wieder in der U-Bahn. Erneut versucht Greg Dharma zu erreichen, nachdem sich die Türen geschlossen haben. Auf dem Weg in sein Büro ärgert sich Greg sehr, dass er nicht rechtzeitig ausgestiegen ist, um sich mit der hübschen Frau zu treffen. Doch im Büro wartet Dharma schon auf ihn, ihre ersten Worte sind: „Well, hello! What took you so long?“. Dharma nimmt Greg sogleich zu einem Baseball-Spiel der Giants mit, wegen der Orgelmusik und um ihn näher kennenzulernen. Anschließend fliegen sie, nur um einen Blaubeerkuchen zu essen, zusammen nach Reno, weil es dort angeblich den besten seiner Art gibt. Sie entscheiden sich, noch am selben Tag zu heiraten, um nicht Gefahr zu laufen, sich wieder trennen zu müssen. Die Folge endet mit folgendem Dialog. Greg: „What took you so long?“ Dharma: „Shut up!“ Greg: „No, you shut up!“ (In der deutschen, abweichend formulierten Synchronfassung: „Warum hat das so lange gedauert?“ Dharma: „Hau ab!“ Greg: „Nein, hau du ab!“)

## Figuren

### Hauptfiguren
Dharma Freedom Finkelstein-Montgomery
Dharma, die von ihren Eltern zu Hause unterrichtet wurde, ist eine Optimistin und versucht, in allem etwas Gutes zu sehen. Einem geregelten Beruf im traditionellen Sinn geht sie nicht nach; sie trainiert tagsüber Hunde und arbeitet abends als Yoga-Lehrerin. Im Gegensatz zu ihrem Ehemann lässt sich Dharma schnell von etwas begeistern und versucht oft, ihn mit ihrer Art und Einstellung anzustecken. Ihre Spontaneität und Offenheit gefallen Greg zwar, irritieren ihn aber auch. Dharma wurde von ihren Eltern nach der Lehre des Buddhismus, dem Dharma, benannt.
Gregory „Greg“ Clifford Montgomery
Greg hat auf den Universitäten Stanford und Harvard studiert und ist Anwalt. Im Laufe der Serie eröffnet er seine eigene Kanzlei und arbeitet später für Montgomery Industries, den Betrieb seines Vaters. Greg ist ein eher penibler, verschlossener und etwas spießiger Charakter, der im Laufe der Serie einen Hang zum Sarkasmus entwickelt. Obwohl oder vielleicht gerade weil seine Ehe mit Dharma einige Höhen und Tiefen durchmacht, liebt er sie von ganzem Herzen und bereut es niemals, sie geheiratet zu haben.
Katherine „Kitty“ Montgomery
Gregs Mutter Kitty ist eine High-Society-Dame. Mit Dharmas Lebensstil und sozialem Hintergrund kann sie nicht viel anfangen, und mit ihrer hochnäsigen Art macht sie bisweilen ihrem Umfeld das Leben schwer. Kitty stammt ursprünglich aus einem kleineren Städtchen, bis ihr Vater eine Tankstellenkette gründete. Trotzdem hat sie sich eine gewisse Liebenswürdigkeit bewahrt und zeigt bisweilen ein gutes Herz. Zu Beginn der ersten Staffel wird Kitty durchweg als manipulative Persönlichkeit dargestellt, welche hohe Erwartungen an ihren Sohn stellt. So ist sie mit Gregs Hochzeit nicht einverstanden und steht des Öfteren mit Dharmas Eltern auf Kriegsfuß. Im Verlauf der Serie ändert sich dies jedoch und sie entwickelt ein engeres Verhältnis mit ihrer Schwiegertochter, jedoch nicht ohne ihre kontrollierende Art zu verlieren.
Edward „Ed“ Montgomery
Gregs Vater Edward ist Unternehmer und im Gegensatz zu seiner Frau Kitty kann er der High Society und Kittys Wohltätigkeitsveranstaltungen nicht viel abgewinnen. Viel lieber trinkt er einen guten Scotch, was er umso häufiger tut, je mehr er sich über seine Frau ärgert. Er bleibt auch in aufregenden Situationen gelassen. Zu seinen Hobbys zählen Golf und Segeln. Im Verlauf der Serie entwickelt er eine eigenartige Freundschaft mit Dharmas Vater Larry, so z. B. spielt er zwei Tage am Stück mit Larry um seinen alten Sessel, den Larry von Kitty geschenkt bekommen hat und den Edward wieder zurückhaben will. Obwohl keiner der beiden nur ein Spiel für sich entscheiden kann, was u. a. auch daran liegt, dass Larry zum Schummeln neigt, ist er betrübt, dass Abigail zum Schluss entscheidet, dass Larry den Sessel an ihn zurückgeben muss. Anfang der 4. Staffel gibt er Larry einen Job als Nachtwächter, wohlwissentlich, dass Larry für keine Form der geregelten Arbeit geeignet ist.
Abigail „Abby“ Kathleen O’Neil-Finkelstein
Dharmas Mutter Abby O’Neil, die Ornithologie und Ethnologie studiert hat, ist ein harmoniebedürftiger Mensch und lebt im Einklang mit Mutter Erde. Sie hat im Gegensatz zu Greg auch kein Problem damit, in dessen Gegenwart mit Dharma sexuelle Themen zu erörtern. Zudem ist sie überzeugte Vegetarierin und Tierschützerin. Im Gegensatz zu Larry akzeptiert sie Greg als Dharmas Mann sofort und schließt ebenso Gregs Eltern in ihr Herz. In Staffel 3 Folge 8 heiratet sie – nach 30 Jahren „wilder Hippie-Ehe“ – schließlich Larry und trägt fortan den Namen O’Neil-Finkelstein. In Staffel 4 gebärt Abby einen Sohn, nachdem sie bei Ausbleiben ihrer Monatsblutung zunächst dachte in der Menopause zu sein.
Myron Lawrence „Larry“ Finkelstein
Larry ist Dharmas Vater und hat auf Grund regelmäßigen Cannabiskonsums häufig Erinnerungslücken. Er ist einigermaßen paranoid, lehnt Autoritäten und Staatsgewalt ab und hat stets ein offenes Ohr für verschiedene Verschwörungstheorien. Somit stereotypisiert er den typischen 1960er-Jahre-Radikalen. Außerdem ist er fest davon überzeugt vom FBI verfolgt zu sein, was er tatsächlich nicht ist (seine Familie lässt ihn jedoch in dem Glauben, weil es ihn stolz macht). Gleichzeitig genießt er – sehr zum Missfallen seiner Frau – das luxuriöse Leben, wenn er sich bei Gregs Eltern aufhält. Sein Vegetarismus ist nur ein Lippenbekenntnis, da er gerne Fleisch isst, dies aber vor Abby zu verheimlichen versucht. Larry ist Jude.
Jane Deaux-Cavanaugh
Jane Deaux ist Dharmas beste Freundin; die beiden lernen einander kennen, als Dharma wildfremde Leute anruft, um „neue Leute kennenzulernen“. Sie geht genauso „leicht“ durchs Leben wie Dharma und ist immer bereit eine Verrücktheit in der Öffentlichkeit mitzumachen. Den Namen Cavanaugh nimmt sie an, als sie in Staffel 2 Pete heiratet, da sie beide am Valentinstag nicht allein sein möchten. Jedoch wollen sie sich bereits nach sechs Wochen scheiden lassen, was jedoch erst in der vierten Staffel geschieht.
Peter „Pete“ James Cavanaugh
Pete ist Gregs Arbeitskollege und bester Freund. Im Gegensatz zum Harvard-Absolventen Greg hat Pete in der Karibik an der Bob Marley School of Law Jura studiert und ist auch sonst das Gegenteil eines kompetenten und erfolgreichen Anwalts und Workaholics. Pete ist allgemein ein oberflächlicher Typ, auch was sein eher sexuell motiviertes Verhältnis zu Frauen betrifft. So ist die Ehe mit Jane nur von kurzer Dauer. Er lebt in einer fast leeren Wohnung mit einem Massagesessel, einem großen Fernseher, diversen Pornovideos und seiner Katze, was sehr gut sein ganzes Leben symbolisiert. Ende der 4. Staffel zieht eine ungarische Tänzerin bei ihm ein. Aufgrund der Sprachbarriere weiß er selber nicht genau, ob sie seine Freundin, Putzfrau oder eine Prostituierte ist.

### Nebenfiguren
- Marcie (Helen Greenberg): Eine Freundin von Dharma, die sehr wenig Selbstbewusstsein hat und dazu neigt, sich bei jeder Gelegenheit mit leiser Stimme für etwas zu entschuldigen.
- Marlene (Yeardley Smith): Gregs Sekretärin, die von ihm für seine Kanzlei engagiert wird, nachdem sie bereits bei Gregs früherem Arbeitgeber, der US-Justizbehörde, für ihn gearbeitet hat. Marlene ist schnell beleidigt und hat nur selten gute Laune.
- Celia (Lillian Hurst): Das hispanische Dienstmädchen der Montgomerys, das auch unter Kittys Art zu leiden hat. Dharma versteht sich gut mit ihr und tauscht oft Tratsch mit ihr aus. Larry hingegen sieht Celia als unterdrückt an und betont dies auch recht häufig in ihrer Gegenwart. Wie Greg neigt auch Celia zu Sarkasmus. Wenn Kitty und Edward verreisen, so ziehen Celia und ihr Mann in ihr Haus ein und tun so, als wäre es ihres. Sie laden dann sogar Freunde ein.
- Susan (Susan Chuang): Eine asiatische Freundin von Dharma aus dem Gemeindezentrum.

## Besetzung und Synchronisation
| Rollenname                        | Schauspieler   | Staffel                 | Synchronsprecher   |
| --------------------------------- | -------------- | ----------------------- | ------------------ |
| Dharma Finkelstein-Montgomery     | Jenna Elfman   | 1–5                     | Diana Borgwardt    |
| Gregory „Greg“ Montgomery         | Thomas Gibson  | 1–5                     | Björn Schalla      |
| Katherine „Kitty“ Montgomery      | Susan Sullivan | 1–5                     | Rita Engelmann     |
| Edward „Ed“ Montgomery            | Mitchell Ryan  | 1–5                     | Gerhard Paul       |
| Abigail „Abby“ O’Neil-Finkelstein | Mimi Kennedy   | 1–5                     | Joseline Gassen    |
| Larry Finkelstein                 | Alan Rachins   | 1–5                     | K. Dieter Klebsch  |
| Jane Deaux-Cavanaugh              | Shae D’Lyn     | 1–4 (Gastauftritt in 5) | Irina von Bentheim |
| Peter „Pete“ Cavanaugh            | Joel Murray    | 1–5                     | Michael Pan        |

## Gastcharaktere
| Rollenname | Schauspieler | Staffel | Synchronsprecher |
| ---------- | ------------ | ------- | ---------------- |
| Trina      | Alec Mapa    | 3       | Simon Jäger      |

## Sonstiges
- Zahlreiche Stars haben in Dharma & Greg Gastauftritte, in denen sie meist sich selbst spielen, so z. B. Bob Dylan, Pat Benatar, Lyle Lovett, k. d. lang, Juliette Lewis, Kenny Loggins, Claudia Schiffer, Mitch Pileggi, Dick Clark,  Kevin Sorbo, Floyd Westerman, Kirstie Alley, Jane Seymour, Ed Begley junior und Steve Young.[1]
- Am Ende jeder Episode wird für weniger als eine Sekunde eine „Vanity card“ eingeblendet, in der Chuck Lorre eine persönliche Ansicht mitteilt. Dieses Prinzip hat Lorre auch für Two and a Half Men, The Big Bang Theory und Mike & Molly beibehalten.
- In einer Episode erzählt Dharma dem erstaunten Greg, dass sie Backgroundtänzerin bei ZZ Top war, was die darstellende Jenna Elfman früher tatsächlich auch war.
- Elfman und Gibson hatten einen Gastauftritt in der ersten Folge der neunten Staffel der ebenfalls von Chuck Lorre produzierten Serie Two and a Half Men, wo sie ein unglücklich verheiratetes Paar bei einer Hausbesichtigung spielen.[2] Auch wenn ihre Namen nicht genannt werden, sind sie deutlich an ihre Rollen als Dharma und Greg angelehnt.
- Elfman trägt in jeder Staffel eine neue Frisur.

## Auszeichnungen
Die Serie wurde mehrfach für verschiedene Auszeichnungen nominiert, darunter für den Emmy, den Golden Globe Award oder auch den People’s Choice Award.
1999 wurden Jenna Elfman und Thomas Gibson für den Golden Satellite Award in der Kategorie beste Darstellerin in einer Serie (Komödie/Musical) beziehungsweise bester Darsteller in einer Serie (Komödie/Musical) nominiert. Im selben Jahr wurde die komplette Serie für denselben Preis in der Kategorie Beste Fernsehserie (Komödie/Musical) nominiert.
1999 erhielt Jenna Elfman den Golden Globe als beste Serien-Hauptdarstellerin in der Kategorie Komödie oder Musical.

## DVD
Die erste Staffel erschien in Deutschland am 1. Oktober 2007. Staffel zwei wurde am 11. Februar 2008 veröffentlicht. Die übrigen drei Staffeln sind bislang weder im deutsch- noch im englischsprachigen Raum auf DVD oder BluRay veröffentlicht worden.